# Bárbara Uribe
Bárbara Gabriela Uribe Tamblay (Santiago, Chile, 13 de diciembre de 1953 - detenida desaparecida, 10 de julio de 1974) fue una secretaria, militante del Movimiento de Izquierda Revolucionaria (MIR) y detenida desaparecida durante la dictadura militar. Tenía 20 años al momento de su detención.

## La Joven militante
Bárbara procede de una familia numerosa compuesta por cuatro hermanas mujeres. Su padre Enrique Uribe Vásquez era arquitecto y su madre fue Teresa Tamblay Godoy quien tiene una muerte temprana. De ellos aprende a vivir en la incomprensión de una sociedad represiva emocionalmente y por lo tanto social y política. De carácter crítico, alegre, determinante formado desde sus primeros años de vida, se destaca en los colegios que estudia por su formación rebelde y contestario al sistema educacional represivo. Realizó sus estudios secundarios en el Liceo 7 de Providencia, y el Liceo 11, luego estudiará secretariado. En su juventud conoce a Edwin Van Yurick Altamirano, ambos militantes del Movimiento de Izquierda Revolucionaria, uniendo así un lazo de amor y compromiso político, enriqueciendo su unión por desear un Chile nuevo, con principios más profundos de justicia y solidaridad. En 1973 Chile irrumpe el golpe militar, siendo el sector MIR uno de los más perseguidos. Bárbara como Edwin deciden contraer  matrimonio, el 29 de diciembre de 1973. Sellando su amor de pareja y al mismo tiempo su amor por la libertad y justicia. Ambos afrontan la vida clandestina que enfrenta a la dictadura.
Bárbara en 1974, se encontraba trabajando en una empresa fotográfica, como secretaria. El 10 de julio es detenido su marido Edwin, en la tarde, ella es detenida por agentes de la Dirección de Inteligencia Nacional. Testimonios de mujeres que estuvieron detenidas con ella recuerdan la fortaleza de Bárbara en esta situación. Estuvo detenida en el recinto de Londres 38, luego en Cuatro Álamos, donde logra hablar con compañero Edwin. Osvaldo Romo agente civil y torturador de la Dirección de Inteligencia Nacional, relatara al hermano de Edwin, Cristian Van Yurick, que él estuvo presente en las detenciones de Bárbara y Edwin. Bárbara le dijo a una de las presas de Cuatro Álamos: "yo sé que se llevan al flaco (Edwin) y lo van a matar, yo soy su compañera y quiero seguir su mismo camino, no soportaría la vida sin él".
En 1975, en julio, aparecieron en la prensa un listado de 119 chilenos que habrían muerto en enfrentamientos en Argentina y Brasil. En estos listados estaban los nombres de 119 militantes de izquierda acusados de haberse eliminados entre ellos. Esta fue una acción comunicacional de la Dirección de Inteligencia Nacional, que se dio a conocer en la revista argentina "LEA" y en el periódico brasileño "O'Dia". Bárbara y Edwin aparecieron en estas listas. El caso es conocido como Operación Colombo realizado con la intención mediática de desvirtuar la realidad de los detenidos desaparecidos en el país

## La búsqueda de Verdad y Justicia

### Informe Rettig
Familiares de Bárbara y Edwin presentaron su testimonio ante la Comisión Rettig, Comisión de Verdad que tuvo la misión de calificar casos de detenidos desaparecidos y ejecutados durante la dictadura. Sobre el caso de Bárbara y Edwin, el Informe Rettig señaló que:

“El 10 de julio de 1974 fueron detenidos en distintos lugares de Santiago los cónyuges Bárbara URIBE TAMBLAY y Edwin Francisco VAN JURICK ALTAMIRANO, junto con un hermano de éste último, Cristián Van Jurick, todos militantes del MIR. Los agentes que los detienen declararon pertenecer a la DINA y realizaron varias visitas a la familia en los días posteriores, en algunas de ellas trayendo consigo a uno de los detenidos.

En agosto de 1974, ante una solicitud de la embajada Británica, el Ministerio de Relaciones Exteriores informó que Edwin Francisco Van Jurick y Bárbara Uribe se encontraban bajo arresto preventivo para una investigación, y que su estado de salud era plenamente normal. Con posterioridad, ante una consulta de la Corte de Apelaciones de Santiago, el propio Ministerio de Relaciones Exteriores señaló que la información entregada se trató de un «lamentable error».  Salvo el antecedente referido, las tres detenciones fueron permanentemente negadas por las autoridades hasta enero de 1975, en que se reconoció la detención de Cristián Van Jurick en el recinto de Ritoque, donde permanecía en libre plática.
Hay varios testimonios de la permanencia del matrimonio Van Jurick-Uribe en el recinto de Londres 38 en los días posteriores a su detención, así como de su traslado a Cuatro Álamos, lugar del que desaparecieron, mientras estaban en poder de la DINA.

La Comisión está convencida que ambos fueron objeto de violación a sus derechos humanos por agentes estatales, quienes los hicieron desaparecer”.

### Proceso judicial
Luego de la detención de Pinochet en Londres, junto con la interposición de las querellas contra Pinochet se activaron los juicios de derechos humanos. El caso de Bárbara y Edwin fue investigado por el ministro Jorge Zepeda. El magistrado dictó sentencia en caso del matrimonio el 16 de noviembre de 2015, condenando a los efectivos de la DINA que participaron en la detención del matrimonio. El magistrado condenó por el delito de secuestro calificado a los exagentes de la DINA: Miguel Krassnoff y Basclay Zapata Reyes, ambos en calidad de autores del delito, condenados a 10 años de prisión, sin beneficios. Además, el exagente  Ricardo Lawrence Mires fue condenado a 5 años de prisión por su participación, en calidad de cómplice. En la sentencia el ministro señaló que Bárbara fue detenida por los agentes de la DINA el 10 de julio de 1974, que fue objeto de torturas en el recinto de calle Londres 38. Posteriormente fue llevada a Cuatro Álamos, lugar donde se pierde su rastro hasta la fecha.
En segunda instancia la Corte de Apelaciones de Santiago confirmó las penas dictadas en primera instancia por el juez Jorge Zepeda contra los agentes de la DINA involucrados en el secuestro de Bárbara. Se condenó a penas de 10 años de presidio efectivo, en calidad de autores del delito, a los agentes: Miguel Krassnoff, Nelson Paz Bustamante y César Manríquez Bravo, estos últimos dos habían sido absueltos en primera instancia. También fue confirmada la condena de 5 años de prisión al exagente Ricardo Lawrence Mires, en calidad de cómplice. La Corte Suprema, el 19 de septiembre de 2019, condenó en un fallo definitivo a los exagentes de la DINA a penas de prisión por el secuestro calificado de Bárbara y Edwin. El máximo tribunal, confirmó las condenas de penas de 10 años de prisión efectiva, en calidad de autores del delito, a los exagentes de la DINA: Miguel Krassnoff, Nelson Paz Bustamante y César Manríquez Bravo. Además se confirmó la condena al exagente DINA Ricardo Lawrence Mires a 5 años de prisión por su participación, en calidad de cómplice.